# فندق البتراء (القدس)
فندق البتراء هو فندق قديم يقع في القدس بفلسطين ويطل على البلدة القديمة والمسجد الأقصى وكنيسة القيامة. كان الفندق مملوكا للكنيسة الأرثوذكسية اليونانية قبل أن تؤجره لجمعية عطيرت كوهنيم الاستيطانية الإسرائيلية في عام 2004.

## الموقع
يقع فندق البتراء مواجها لقلعة القدس بالقرب من باب الخليل أحد أبواب البلدة القديمة في القدس بفلسطين، بين حارة النصارى وحارة الأرمن عند بداية السوق التجاري، ويُطل على ميدان عمر بن الخطاب التاريخي، وتطل شرفاته على البلدة القديمة والمسجد الأقصى وكنيسة القيامة. يطل الفندق كذلك على بركة مياه عتيقة جدًا تعد واحدة من بين 6 برك تاريخية يعود تاريخ حفرها إلى ما قبل 3 آلاف عام، وقد كانت تستخدم لتجميع المياه في المدينة المقدسة منذ عهد اليبوسيين.

## لمحة تاريخية
كان فندق البتراء مملوكا للكنيسة الأرثوذكسية اليونانية، وكانت تستأجره عائلة القرش الفلسطينية منذ عام 1945، ولكن في عام 2004 قامت للكنيسة الأرثوذكسية اليونانية بتأجير الفنق لجمعية عطيرت كوهنيم الاستيطانية الإسرائيلية إلى جانب عدد من المباني الأخرى التي كانت مملوكة للكنيسة، ومن بينها فندق أمبريال الموجود بالقرب منه في القدس ومنزل المعظمية الموجود في حارة باب حطة، ودير مار يو حنا وأراضي موجودة في بلدة سلوان لمدة 99 عامًا خلال صفقة عقدها بطريرك الروم الأرثوذكس السابق إيرنيوس.
قضت محكمة الصلح الإسرائيلية في فبراير (شباط) عام 2022 بإخلاء الفندق من مستأجريه. وفي مارس (أذار) عام 2022، اقتحمت مجموعة من المستوطنين الإسرائيليين فندق البتراء تحت حماية عناصر من رجال الشرطة الإسرائيلية، تكرر اقتحام جماعات المستوطنين للفندق مرة أخرى في ديسمبر (كانون الأول) عام 2022، وقاموا بهدم أجزء من جدران الفندق الأثرية تمهيدا لطرد المستأجرين من الفندق واتخاذه مقرا لهم. الوضع الحالي للفندق سيء للغاية إذ تحظر السلطات الإسرائيلية على مالكي الفندق أو ساكنيه ترميمه أو تجديده.